# 绝密使命
绝密使命是為紀念中國共產黨建黨100週年而拍攝的中共歷史題材電視劇，由浙江华策影视股份有限公司、广东广播电视台、福建省广播影视集团、重庆广播电视集团 (总台)、海南广播电影电视传媒集团有限公司出品。該劇由白涛、王忠伟执导，张桐（飾演交通員潘雨青）、应昊茗、牟星、李易祥、侯祥玲、贾宏伟、张钧译等人主演，於2021年在CCTV1黄金档剧场播出。電視劇講述的是1930年代初期，周恩来等人撤离上海，偷偷來到中央蘇區瑞金的故事。